# Ken Berry
Pour les articles homonymes, voir Berry (homonymie).
Kenneth Ronald Berry, dit Ken Berry, est un acteur américain né le 3 novembre 1933 à Moline dans l'Illinois et mort le 1er décembre 2018 à Burbank en Californie.

## Filmographie

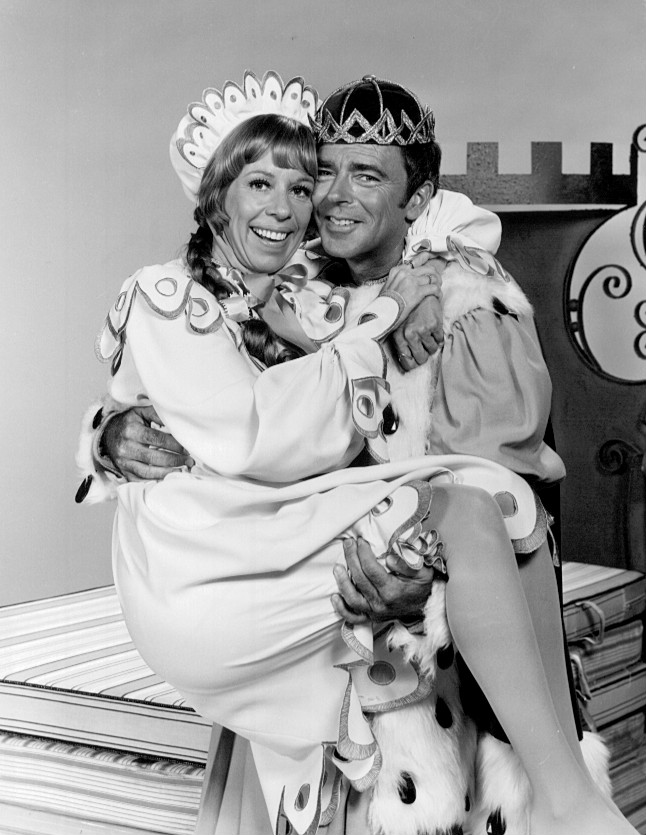
Ken Berry et Carol Burnett en 1972.

- 1962 : Deux sur la balançoire (Two for the Seesaw) de Robert Wise : le professeur de danse
- 1964 : Pleins phares (The Lively Set) de Jack Arnold : l'employé au room-service à l'hôtel
- 1969 : Hello Down There de Jack Arnold : Mel Cheever
- 1974 : Le Nouvel Amour de Coccinelle (Herbie Rides Again) de Robert Stevenson : Willoughby Whitfield
- 1976 : Guardian of the Wilderness de David O'Malley : Zachary Moore
- 1978 : Le Chat qui vient de l'espace (The Cat from Outer Space) de Norman Tokar : Dr Franklin 'Frank' Wilson

## Télévision
- 1958 : The Ann Sothern Show (en) (série) : Woody Hamilton
- 1961 : Le Jeune Docteur Kildare (Dr. Kildare) (série télévisée) : Dr Kapish
- 1967 : The Carol Burnett Show (série) : l'homme aux sketchs
- 1969 : Wake Me When the War Is Over : lieutenant Roger Carrington
- 1971 : The Reluctant Heroes : lieutenant Parnell Murphy
- 1972 : The Ken Berry 'Wow' Show (série) : un invité
- 1972 : Once Upon a Mattress : Prince Dauntless
- 1972 : Every Man Needs One (en) : David Chase
- 1973 : Letters from Three Lovers (en) : Jack
- 1977 : The Love Boat II (it) : Jim Berkley
- 1979 : Featherstone's Nest : Dr Charlie Featherstone
- 1979 : La Petite Maison dans la prairie (The House on the Prairie) (série) saison 6, épisode 5 (Annabelle) : London
- 1982 : Eunice (en) : Phillip